# Автоматика. Автоматизація. Електротехнічні комплекси та системи
«Автоматика. Автоматизація. Електротехнічні комплекси та системи» (ААЕКС) (рос. Автоматика. Автоматизация. Электротехнические комплексы и системы.), ISSN 2076-2887 (друкована версія),ISSN 2076-9989 (електронна версія) — науковий журнал. Рік заснування — 1997. Засновник — Херсонський національний технічний університет. Виходить двічі на рік. Входить до переліку наукових фахових видань з технічних наук ВАК України (Постанова № 3-05/11 від 10.11.1999).

## Проблематика
- Моделювання об'єктів і систем управління
- Інформаційно-вимірювальні системи
- Інформаційно-управляючі комплекси і системи
- Оптимальне управління об'єктами і системами
- Методи побудови адаптивних систем управління
- Цифрові і дискретні системи управління
- Сучасні технічні засоби, комплекси і системи
- Енергетичний менеджмент
- Економіка науково-технічного прогресу

## Редколегія
Головний редактор: Тодорцев Юрій Костянтинович — Доктор технічних наук, професор, завідувач кафедри «Автоматизації теплоенергетичних процесів» Одеського національного політехнічного університету, член Української асоціації по автоматичному регулюванню;

Заступники головного редактора:

- Бражник Олександр Михайлович (зам. головного редактора) — Кандидат технічних наук, доцент кафедри «Технічної кібернетики» Херсонського національного технічного університету;
- Хомченко Анатолій Никифорович — Доктор ф-м. наук, професор. (зам. головного редактора), завідувач кафедри «Прикладної математики та математичного моделювання» Херсонського національного технічного університету;

Відповідальний редактор: Лебеденко Юрій Олександрович — Старший викладач кафедри технічної кібернетики Херсонського національного технічного університету

Члени редколегії:

- Аркадьєв Віктор Юрійович — Доктор технічних наук, професор, науковий та технічний консультант, науково-дослідна група, AMT, Лондон, Онтаріо, Канада
- Бардачов Юрій Миколайович — Доктор технічних наук, професор, завідувач кафедри «Вищої математики», ректор Херсонського національного технічного університету, заслужений діяч науки і техніки України;
- Бойко Віталій Іванович — Доктор технічних наук, професор, завідувач кафедри «Електроніки та автоматики» Дніпродзержинського державного технічного університету;
- Боличовцев Олексій Дмитрович — Доктор технічних наук, професор, завідувач кафедри «Автоматики і радіоелектроніки» Української інженерно-педагогічної академії;
- Гаврилюк Володимир Ілліч — Доктор технічних наук, професор, завідувач кафедри «Автоматики, телемеханіки та зв'язку» Дніпропетровського національного університету залізничного транспорту;
- Герасімяк Ростислав Павлович — Доктор технічних наук, професор, професор кафедри «Електромеханічних систем з комп'ютерним управлінням» Одеського національного політехнічного університету;
- Гогунський Віктор Дмитрович — Доктор технічних наук, професор, завідувач кафедрою охорони праці й безпеки життєдіяльності Одеського національного політехнічного університету,
- Дубинець Леонід Викторович — Доктор технічних наук, професор, завідувач кафедри «Автоматизований електропривод» Дніпропетровського національного університету залізничного транспорту;
- Еріванцев Ігор Миколайович — Доктор технічних наук, професор, завідувач кафедри «Автоматики і електротехніки» Придніпровської державної академії будівництва та архітектури, акад. ТАУ, засл. робітник освіти України;
- Живица Володимир Іванович — Кандидат технічних наук, професор кафедри «судової електромеханіки і електротехніки» Одеської національної морської академії;
- Карпінський Микола Петрович — Доктор технічних наук, професор, завідувач кафедри комп'ютерної інженерії Тернопільського національного економічного університету;
- Ковриго Юрій Михайлович — Кандидат технічних наук, професор, Завідувач кафедрою автоматизації теплоенергетичних процесів Національного технічного університету України «КПІ»;
- Кондратенко Юрій Пантелейович — Доктор технічних наук, професор, професор кафедри «Комп'ютерних технологій» Національного університету «Києво-Могилянська Академія», академік АНСУ, член Української асоціації по автоматичному регулюванню;
- Кузнєцов Борис Іванович — Доктор технічних наук, професор, завідувач кафедри «Систем управління технологічними процесами і об'єктами» Української інженерно-педагогічної академії;
- Ладанюк Анатолій Петрович — Доктор технічних наук, професор, завідувач кафедри «Автоматизації комп'ютерно-інтегрованих технологій» Національного університету харчових технологій;
- Лубяний Віктор Захарович — Доктор технічних наук, професор, завідувач кафедри «Електронного машинобудування» Херсонського національного технічного університету;
- Лут Микола Тихонович — Кандидат технічних наук, професор, завідувач кафедри електричних машин і експлуатації електрообладнання Національного університету біоресурсів і природокористування України;
- Максимов Максим Віталійович — Доктор технічних наук, професор кафедри «Автоматизації теплоенергетичних процесів» Одеського національного політехнічного університету;
- Марасанов Володимир Василійович — Доктор технічних наук, професор, професор кафедри «Інформаційних технологій і дизайну» Херсонського національного технічного університету;
- Міхайлик Віктор Дмитрович — Доктор технічних наук, професор, завідувач кафедри «Екології та безпеки життедіяльності» Херсонського національного технічного університету;
- Мішин Володимир Іванович — Доктор технічних наук, професор, завідувач кафедри «Електричних машин та експлуатації електрообладнання» Національного університету біоресурсів і природокористування України;
- Павлов Олександр Анатолійович — Доктор технічних наук, професор, заслужений діяч науки та техніки України, академік академії наук вищої школи України, декан факультету інформатики та обчислювальної техніки Національного технічного університету України «КПІ»;
- Праховнік Артур Веніаминович — Доктор технічних наук, професор, директор інституту енергозбереження та енергоменеджменту, завідувач кафедри «Електропостачання» Національного технічного університету України «КПІ»;
- Радімов Сергій Миколайович — Доктор технічних наук, професор, професор кафедри «Електротехніки і електроустаткування судів» Одеського національного морського університету;
- Рогальський Франц Борисович — Кандидат технічних наук, доцент, проректор з навчально-методичної роботи, завідувач кафедри «Інформатики та обчислювальної техніки» Херсонського національного технічного університету;
- Садовой Олександр Валентинович — Доктор технічних наук, професор, завідувач кафедри «Електрообладнання» Дніпродзержинського державного технічного університету;
- Сарибеков Георгій Саввич — Доктор технічних наук, професор, проректор з наукової роботи, завідувач кафедри «Хімічної технології волокнистих матеріалів» Херсонського національного технічного університету;
- Сис В‘ячеслав Борисович — Доктор технічних наук, професор кафедри «Технічної кібернетики» Херсонського національного технічного університету;
- Смолін Юрій Олександрович — Кандидат технічних наук, професор, завідувач каф «Автоматики і радіоелектроніки» Української інженерно-педагогічної академії;
- Соколова Надія Андріївна — Доктор технічних наук, професор кафедри «Економічної кібернетики» Херсонського національного технічного університету;
- Теленик Сергій Федорович — Доктор технічних наук, професор, завідувач кафедрою «Автоматики та управління в технічних системах» Національного політехнічного університету України «КПІ»,
- Тришкін Владислав Якович — Кандидат технічних наук, доцент кафедри «Автоматизації виробничих процесів» Українського державного хіміко-технологічного університету;
- Труш Володимир Євдокимович — Доктор технічних наук, професор, завідувач кафедри «Облік та аудит» Херсонського національного технічного університету;
- Ходаков Віктор Єгорович — Доктор технічних наук, професор, завідувач кафедри «Інформаційних технологій і дизайну» Херсонського національного технічного університету;
- Червяков Володимир Дмитрович, — Кандидат технічних наук, доцент завідувач кафедри «Комп'ютеризованих систем управління» Сумського державного університету;
- Шарко Олександр Владимирович — Доктор технічних наук, професор, професор кафедри «Фізики та електротехніки» Херсонського національного технічного університету;
- Шикалов Володимир Степанович — Кандидат технічних наук, доцент кафедри «Автоматизації виробничих процесів» Київського національного університету будівництва і архітектури;
- Шмат Костянтин Іванович — Кандидат технічних наук, професор, завідувач кафедри «Технічної кібернетики» Херсонського національного технічного університету
- Яськів Володимир Іванович — Кандидат технічних наук, доцент завідувач кафедрою біотехнічних систем Тернопільського державного технічного університету ім. Івана Пулюя.

## Випадки плагіату
В номері 2 (том 20) за 2007 рік співробітники ХНТУ А. В. Шеховцов, В. В. Крючковський та А. Н. Мельник опублікували в журналі «Автоматика. Автоматизація. Електротехнічні комплекси та системи» наукову статтю «Решение многокритериальной оптимизации с использованием адаптивных алгоритмов», що цілком складається з частини автореферату кандидатської дисертації А. В. Гуменникової, захищеної в червні 2006 р. в Сибірському державному аерокосмічному університеті.